# Cordeea
Cordeea este o afecțiune în care capul penisului se curbează în jos sau în sus, la joncțiunea capului și cu corpul penisului. Curbura este de obicei mai evidentă în timpul erecției, dar rezistența la îndreptare este adesea evidentă și în starea flacidă. În multe cazuri, dar nu în toate, cordeea este asociată cu hipospadiasul. Aceasta nu este aceeași afecțiune ca boala Peyronie, care implică curbare corpului penisului cel mai frecvent din cauza leziunilor în timpul vieții adulte.

## Semne si simptome
De obicei este considerată o malformație congenitală de cauză necunoscută. Deoarece, într-un stadiu incipient al dezvoltării fetale, penisul este curbat în jos, s-a remarcat că, cordeea rezultă dintr-o deficiență a dezvoltării penisului în acea etapă.
Curbarea penisului în cazul cordeei poate implica
1. aderarea pielii la uretra și corpii cavernoși de dimensiuni normale;
2. curbura indusă de fibroză și contractura țesutului fascial (fascia sau dartosul lui Buck) care înconjoară uretra;
3. corpuri cavernoase disproporționat de mari în raport cu lungimea uretrală, fără alte anomalii demonstrabile; sau
4. o uretra scurtă, fibroasă, care fixează penisul în jos (cel mai puțin frecvent tip).

Gradele severe de cordee sunt de obicei asociate cu hipospadias, dar pot apărea grade ușoare de curbură la mulți bărbați, altfel normali. Atunci când penisul curbat este mic și însoțit de hipospadias, se poate deduce deficiența efectului androgen prenatal. 

## Cauze
Cordeea poate fi cauzată de o condiție de bază, cum ar fi o tulburare de dezvoltare de sex sau de o afecțiune intersexuală, sau dintr - o complicație a circumciziei,  , deși unele cadre medicale nu consideră a fi adevărate motivele dezvoltarii cordeei enumerate mai sus, deoarece toate părțile corporale sunt formate normal.  Cu toate acestea, nu toate formele de cordee congenitale includ corpuri anormale, iar rapoartele despre cazurile de deteriorare a corpului cavernos după circumcizie sunt menționate în literatura de specialitate; în special ca o complicație a anestezicului local. 

## Tratament
Tratamentul principal al cordeei este intervenția chirurgicală la copil,  de obicei efectuată de către un urolog pediatru. În cazul cordeei cauzate de circumcizie, metoda preferată de tratament chirurgical este o plastia z.  Timpul preferat pentru operație este cuprins între 6 și 18 luni, iar corectarea are de obicei succes.